# Allende (genre)
Pour les articles homonymes, voir Allende.
Genre
Allende est un genre d'araignées aranéomorphes de la famille des Tetragnathidae.

## Distribution
Les espèces de ce genre se rencontrent au Chili et en Argentine.

## Liste des espèces
Selon World Spider Catalog (version 16.5, 13/12/2015) :
- Allende longipes (Nicolet, 1849)
- Allende nigrohumeralis (F. O. Pickard-Cambridge, 1899)
- Allende patagiatus (Simon, 1901)
- Allende puyehuensis Álvarez-Padilla, 2007

## Publication originale
- Álvarez-Padilla, 2007 : Systematics of the spider genus Metabus O. P.-Cambridge, 1899 (Araneoidea: Tetragnathidae) with additions to the tetragnathid fauna of Chile and comments on the phylogeny of Tetragnathidae. Zoological Journal of the Linnean Society, vol. 151, p. 285-335.